# Mana (kvinnonamn)
Mana (persiska: مانا) är ett persiskt kvinnonamn som betyder "bestående" eller "evig".
Den 31 december 2008 fanns det 103 kvinnor som hade förnamnet Mana. Av dessa hade 89 namnet Mana som tilltalsnamn.
Mana är även ett japanskt kvinnonamn.